# Amore rosso (film 1921)
Amore rosso è un film muto italiano del 1921 diretto da Gennaro Righelli.

## Trama
Fidanzato a Donna Isabella, don Alvaro è attratto dalla popolana Juanita. I due si recano alla corrida, dove si esibisce il forte torero Barrena. Quest'ultimo, nel vedere Juanita con un altro uomo, è preso dalla gelosia e sfida don Alvaro a duello. Alvaro viene ferito e portato a casa di Juanita, dove la donna lo cura amorevolmente. Allarmati dalla scomparsa di don Alvaro, i familiari lo cercano per la città, fino a trovarlo nella misera casa di Juanita. Donna Isabella, giunta alla dimora della povera donna, riversa su Alvaro tutto il suo disprezzo, ma l'uomo la respinge per rimanere insieme a Juanita. Barrena, intanto, si prepara all'ultima corrida: aizza il toro e si fa trafiggere.